# Norddeutsche Turnmeisterschaften 1936

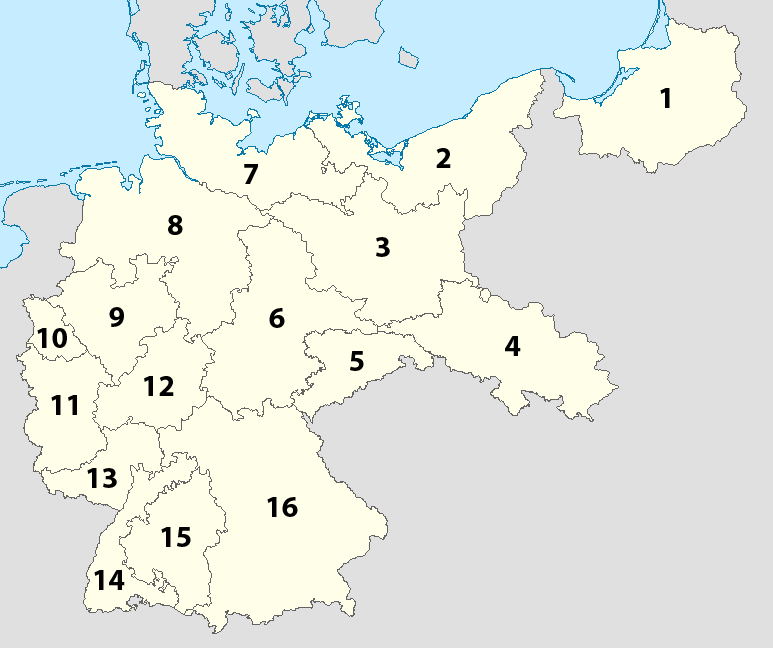
Gebietsstand der Sportbereiche 1933; Gau 7 Nordmark

Die Norddeutschen Turnmeisterschaften 1936 fanden am 10. April in Flensburg statt.
Sie wurden als dritte Gaugerätemeisterschaften des Gaues 7 – Nordmark – der Deutschen Turnerschaft im Deutschen Haus ausgetragen.

## Die Aufgebote
- Schleswig-Holstein – mit Karl Streicher (Kieler MTV 1844), Richard Höper (Kieler MTV 1844), Dittmer (Flensburger Turnerbund), Aug. Hoffmann (Wandsbek 1861), Stieper (MTV Itzehoe), Pechtl, (Kieler MTV 1844), Büsing (Flensburger Turnerbund), Holtmann (Neumünster).
- Hamburg – mit Willfried Lahrs, Ulber, Ernst Jürgensen (HT. v. 1816), Richter, Robert Smuda (Eimsbütteler Turnverband), Bestmann (Turnerbund Eilbeck), Behrens (Turnerschaft Barmbeck-Uhlenhorst)
- Lübeck-Mecklenburg – mit Drecoll (Rostock), W. Brunnacker (Ludwigslust), Lange, Wittenburg, Sitzenstock (Wismar), Wulff (Rostock), Zech (Lübeck), Brassart (Schwerin).[1]

Gaumeister im Gerätezehnkampf wurde Walter Behrens von der Hamburger Turnerschaft Barmbek-Uhlenhorst.

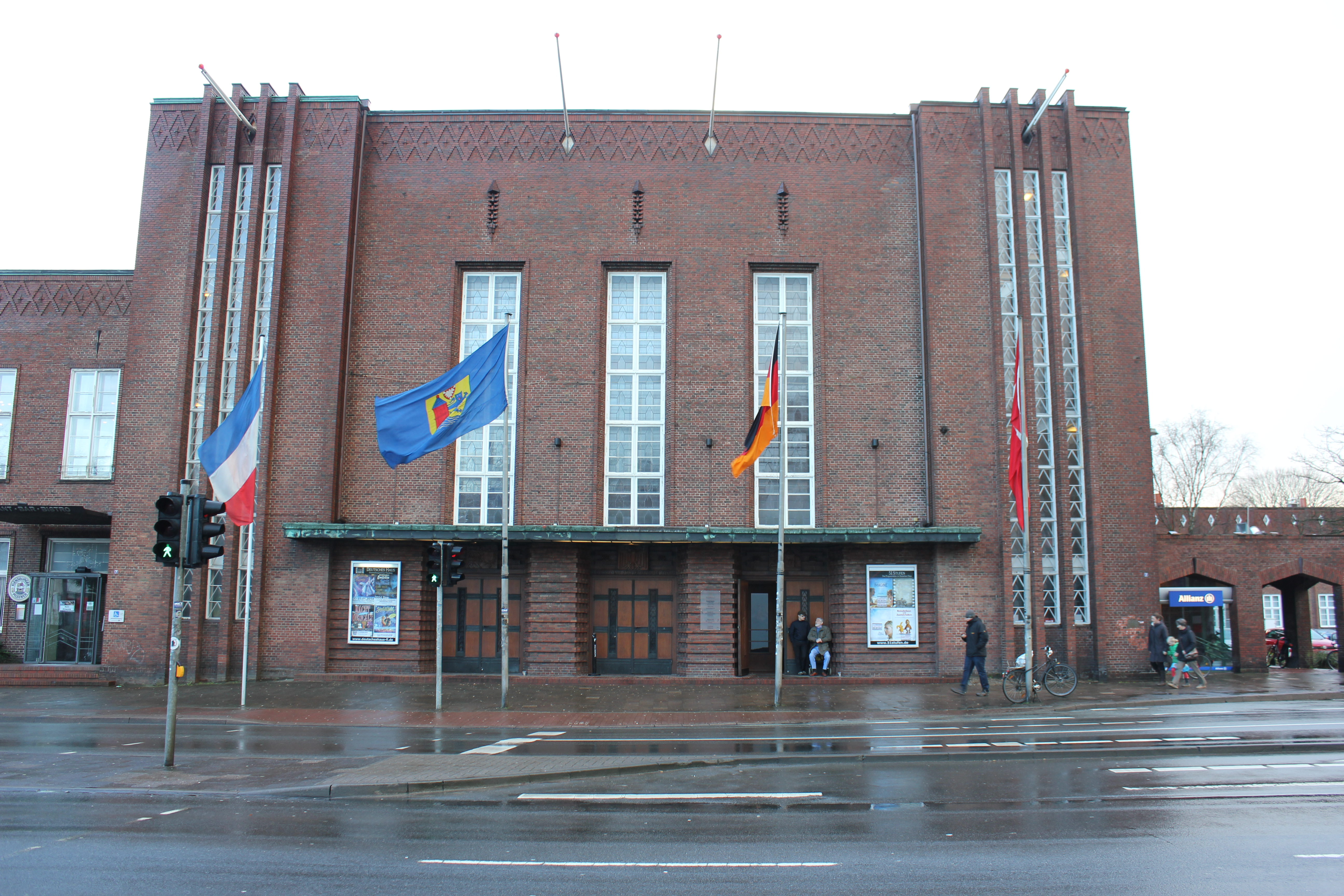
Deutsches Haus Flensburg

Einzelmeister an der Geräten wurden:
- Reck – Walter Behrens, Hamburger Turnerschaft Barmbek-Uhlenhorst
- Barren – Richard Höper und Pechtl, beide Kieler Männerturnverein
- Pferdsprung – Richard Höper, Kieler Männerturnverein
- Seitpferd – Karl Streicher, Kieler Männerturnverein von 1844
- Freiübung – Richard Höper und Karl Streicher, Kieler Männerturnverein von 1844
- Ringe – Ernst Jürgensen, Hamburger Turnerschaft von 1816[2]

Die Einzelwertung:
| Platz | Name                     | Zugehörigkeit                              | Gesamtpunktzahl |
| ----- | ------------------------ | ------------------------------------------ | --------------- |
| 1     | Walter Behrens           | Hamburger Turnerschaft Barmbeck-Uhlenhorst | 160,5           |
| 2     | Richard Höper            | Kieler Männerturnverein                    | 159             |
| 3     | Karl Streicher           | Kieler Männerturnverein                    | 158,5           |
| 4     | Ernst Jürgensen          | Hamburger Turnerschaft von 1816            | 156             |
| 5     | Robert Smuda             | Eimsbütteler TV                            | 155             |
| 6     | Drecoll                  | Rostock                                    | 152             |
| 7     | Richter                  | Eimsbütteler TV                            | 150             |
| 8     | Stieper                  | MTV Itzehoe                                | 148             |
| 9     | W. Brunnacker und Pechtl | Ludwigslust und Kieler Männerturnverein    | 146,5           |
| 10    | Dittmer                  | Flensburger Turnerbund                     | 145,5           |
| 11    | Willfried Lahrs          | Hamburger Turnerschaft von 1816            | 145             |